# Граф Кланкарти

Герб графов Кланкарти и маркизов ван Хёсден

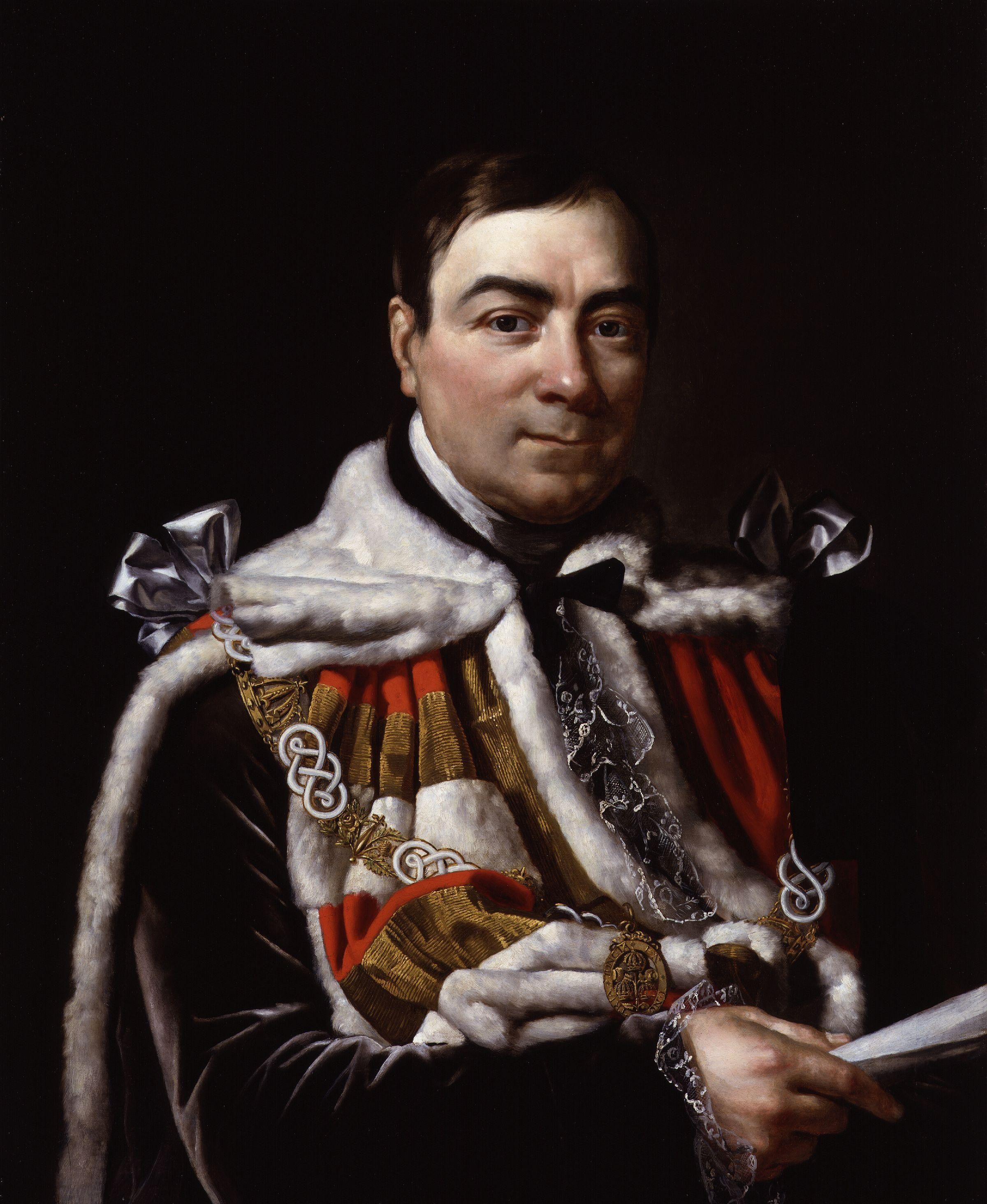
Ричард Тренч, 2-й граф Кланкарти

Граф Кланкарти (англ. Earl of Clancarty) — наследственный титул в системе Пэрства Ирландии, созданный дважды в ирландской истории.

## История
Впервые титул графа Кланкарти был создан в 1658 году для Донога Маккарти, 2-го виконта Маскерри (1594—1665). Ранее он представлял Cork графство Корк в Ирландской палате общин. Лорд Кланкарти получил титул баронета Новой Шотландии около 1638 года. Титул виконта Маскерри (пэрство Ирландии) был создан в 1628 году для Чарльза Маккарти (ум. 1640), отца Донога Маккарти. В 1665 году Доног Маккарти наследовал его внук, Чарльз Маккарти, 2-й граф Кланкарти (ум. 1666). Он был сыном Чарльза Маккарти, виконта Маскерри, который погиб во время англо-голландской войны. Лорд Чарльз Маккарти скончался в детском возрасте, а титул графа унаследовал его дядя — Каллаган Маккарти, 3-й граф Кланкарти (ум. 1676). Его преемником стал его сын Доног Маккарти, 4-й граф Кланкарти (1668—1734). Он был сторонником английского короля Якова II Стюарта, за что в 1691 году был лишен титула, а его владения были конфискованы. Его сын и наследник Роберт Маккарти, виконт Маскерри (1698—1769), являлся губернатором Ньюфаундленда.
Вторично титул графа Кланкарти был воссоздан в 1803 году для Уильяма Тренча, 1-го виконта Данло (1741—1805). Ранее он представлял графство Голуэй в Ирландской палате общин. Также он получил титулы барона Килконнела из Гарбалли в графстве Голуэй (1797) и виконта Данло из Данло и Баллинасло в графствах Голуэй и Роскоммон (1801). Эти титулы являлись пэрством Ирландии. Уильям Тренч был потомком дочери Чарльза Маккарти, 1-го виконта Маскерри. У лорда Кланкарти было 19 детей, его преемником стал старший сын, Ричард Тренч, 2-й граф Кланкарти (1767—1837). Он был крупным политиком и дипломатом. Лорд Кланкарти, в частности, занимал должности председателя торгового совета (1812—1818) и генерального почтмейстера (1814—1816), посла в Нидерландах (1813—1815, 1815—1823). С 1808 по 1837 год Уильям Тренч, 1-й граф Кланкарти, заседал в качестве избранного ирландского пэра-представителя в Палате лордов Великобритании. В 1815 году для него был создан титул барона Тренча из Гарбалли в графстве Голуэй (пэрство Соединённого королевства), а в 1823 году он получил виконта Кланкарти в графстве Корк (пэрство Соединённого королевства). 8 июля 1815 года король Голландии Виллем I пожаловал ему титул маркиза ван Хёсдена.
Его правнук, Уильям Фредерик Тренч, 5-й граф Кланкарти (1868—1929), в июле 1889 года женился на английской певице Белль Бильтон (1867—1906), вызвав недовольство своего отца, который в отместку продал большую часть недвижимости. Его старший сын, Ричард Фредерик Тренч, 6-й граф Кланкарти (1891—1971), скончался, не оставив мужского потомства. Его преемником стал младший брат, Гревилль Сидни Тренч, 7-й граф Кланкарти (1902—1975), умерший бездетным. Графский титул унаследовал его сводный брат, Уильям Фрэнсис Бринсли Тренч, 8-й граф Кланкарти (1911—1995), который занимался уфологией.
По состоянию на 2024 год, обладателем графского титула является его племянник, Николас Тренч, 9-й граф Кланкарти (род. 1952), сменивший своего дядю в 1995 году. Он является единственным сыном достопочтенного Поуэра Эдварда Тренча, второго сына 5-го графа Кланкарти от второго брака. Граф Кланкарти заседал в Палате лордов Великобритании до принятия Палатой лордов акта о пэрах 1999 года и был переизбран в качестве независимого пэра 23 июня 2010 года.

## Известные члены семьи
- Эйр Пауэр Тренч (1749—1820), брат 1-го графа Кланкарти, генерал-лейтенант британской армии
- Преподобный Пауэр Ле Пор Тренч (1770—1839), третий сын 1-го графа Кланкарти, епископ Уотерфорда и Лисмора (1802—1810), епископ Элфина (1810—1819), архиепископ Туама (1819—1839)
- Достопочтенный Уильям Ле Пор Тренч[англ.] (1771—1846), четвертый сын 1-го графа Кланкарти, контр-адмирал британского флота
- Достопочтенный Чарльз Ле Пор Тренч (1772—1839), пятый сын 1-го графа Кланкарти, архидиакон в Арде
- Генри Люк Тренч (1820—1907), сын предыдущего, генерал-майор в штаба корпуса в Бенгалии
- Достопочтенный сэр Роберт Ле Пор Тренч (1782—1823), девятый сын 1-го графа Кланкарти, полковник и кавалер Ордена бани
- Достопочтенный Уильям Ле Пор Тренч[англ.] (1837—1920), третий сын 3-го графа Кланкарти, полковник корпуса королевских инженеров и депутат Палаты общин от графства Голуэй.

Фамильная резиденция — Гарбалли-корт, рядом с Баллинасло, графство Голуэй.

## Виконты Маскерри (1628)
- 1628—1640: Чарльз Maккарти, 1-й виконт Маскерри (умер в мае 1640), сын сэра Кормака Макдермота Маккарти (ум. 1616)
- 1640—1665: Доног Маккарти, 2-й виконт Маскерри (1594 — 4 августа 1665), сын предыдущего от второго брака, граф Кланкарти с 1658 года

## Графы Кланкарти, первая креация (1658)
- 1658—1665: Доног Маккарти, 1-й граф Кланкарти (1594 — 4 августа 1665), сын Чарльза Маккарти, 1-го виконта Маскерри
- 1665—1666: Чарльз Маккарти, 2-й граф Кланкарти (умер 22 сентября 1666), единственный сын Чарльза Маккарти, виконта Маскерри (ум. 3 июня 1665) и внук 1-го графа Кланкарти
- 1666—1676: Каллаган Маккарти, 3-й граф Кланкарти (умер 21 ноября 1676), младший сын 1-го графа Кланкарти
- 1676—1691: Доног Маккарти, 4-й граф Кланкарти (1668 — 1 октября 1734), единственный сын предыдущего.

## Графы Кланкарти, вторая креация (1803)
- 1803—1805: Уильям Пауэр Китинг Тренч, 1-й граф Кланкарти (23 июня 1741 — 27 апреля 1805), третий сын Ричарда Тренча (1710—1768)
- 1805—1837: Ричард Ле Пор Тренч, 2-й граф Кланкарти (19 мая 1767 — 24 ноября 1837), третий сын предыдущего, с 1815 года — 1-й маркиз ван Хёсден (Нидерланды)
- 1837—1872: Уильям Томас Ле Пор Тренч, 3-й граф Кланкарти (21 сентября 1803 — 26 апреля 1872), старший сын предыдущего
- 1872—1891: Ричард Сомерсет Ле Пор Тренч, 4-й граф Кланкарти (13 января 1834 — 29 мая 1891), старший сын предыдущего
- 1891—1929: Уильям Фредерик Ле Пор Тренч, 5-й граф Кланкарти (29 декабря 1868 — 16 февраля 1929), старший сын предыдущего
- 1929—1971: Ричард Фредерик Джон Доног Ле Пор Тренч, 6-й граф Кланкарти (27 декабря 1891 — 5 июня 1971), старший сын предыдущего от первого брака
- 1971—1975: Гревилл Сидней Рошфор Ле Пор Тренч, 7-й граф Кланкарти (10 декабря 1902 — 15 сентября 1975), четвертый сын 5-го графа Кланкарти от первого брака
- 1975—1995: Уильям Фрэнсис Бринсли Ле Пор Тренч, 8-й граф Кланкарти (18 сентября 1911 — 18 мая 1995), старший сын 5-го графа Кланкарти от второго брака
- 1995 — настоящее время: Николас Пор Ричард Ле Пор Тренч, 9-й граф Кланкарти (род. 1 мая 1952), единственный сын Пауэра Эдварда Форда Ле Пора Тренча (1917—1995) и внук 5-го графа Кланкарти.